# Reencarnação na cultura popular

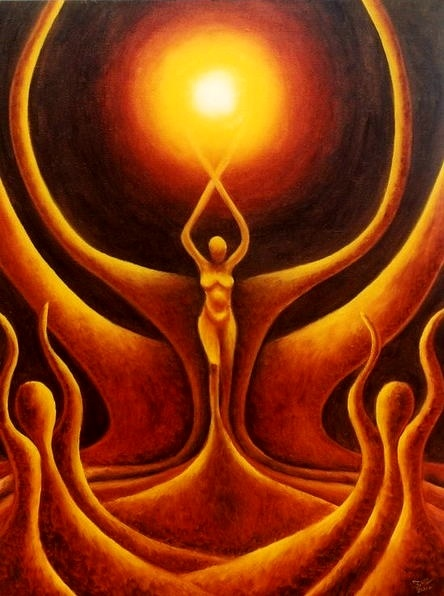
The Golden Bough, do artista holandês Jeroen van Valkenburg, ilustra sua ideia de reencarnação

A reencarnação é regularmente citada em filmes, livros e música popular. O conceito semelhante de transmigração tem sido utilizado frequentemente ao ponto de clichê no sentido de pessoas "trocando de corpo ", em que a identidade de um personagem é transferida para o corpo de outro, seja unilateralmente ou por meio de troca (por exemplo Vice Versa), um animal (por exemplo O Rei Antigo e Futuro) ou  um objeto (por exemplo O Retrato de Dorian Gray). O conceito de reencarnação foi adaptado muitas vezes em obras da cultura popular, sobretudo no cinema e na televisão da índia.

## Literatura
Metempsicose é o título de uma obra do poeta metafísico John Donne, escrita em 1601. O poema, também conhecido como Infinitati Sacrum, consiste em duas partes, a "Epístola" e "O Progresso do Soule". Na primeira linha da última parte, Donne escreve que ele retrata o "progresso de uma alma imortal".
A reencarnação é um recurso-chave do enredo no conto de Edgar Allan Poe de 1832, Metzengerstein, Morella (1835) e O Retrato Oval (1842). Mark Twain cita esse conceito em A Word of Explanation, no romance A Connecticut Yankee in King Arthur's Court. Ele encontra um "estranho curioso" no Castelo de Warwick, na Inglaterra, que lhe mostra uma armadura antiga que supostamente pertenceu aos cavaleiros da Távola Redonda. Ele interrompe suas reflexões dizendo: "Você sabe sobre transmigração de almas; você sabe sobre transposição de épocas - e corpos?" Mais tarde, ele afirma ter matado um dos cavaleiros ... com uma bala!
A metempsicose é recorrente como tema no romance modernista de James Joyce, Ulysses (1920). À moda joyciana, a famosa palavra aparece, mal pronunciada por Molly Bloom, como "encontrou-o com mangueiras de pique".

### Livros sobre reencarnação
A crença em vidas passadas e o uso de percepções e conhecimento delas para ajudar na vida atual é central para o movimento da Nova Era. Indivíduos dentro deste movimento que falaram sobre reencarnação incluem Jane Roberts e Walter Semkiw, Patricia-Rochelle Diegel, Vicki Mackenzie e Carol Bowman.
O principal interesse de Vicki Mackenzie é tornar a filosofia budista acessível ao público em geral. Seus livros sobre Budismo e Reencarnação incluem: Reencarnação: The Boy Lama, Reborn in the West, Cave in the Snow e Why Buddhism? Em 1988, Brian Weiss, um psiquiatra americano, começou a usar a regressão a vidas passadas utilizando hipnose em seu paciente, que mais tarde publicou o best-seller Many Lives, Many Masters.

## Filmes
Muitos filmes fizeram referência à reencarnação, incluindo;
- O Homem do Além (1922)
- The Road to Yesterday (1925)
- A múmia (1932)
- Ela (1935)
- Professor Beware (1938)
- The Flying Deuces (1939)
- Aí vem o Sr. Jordan (1941)
- Eu me casei com uma bruxa (1942)
- O fantasma da múmia (1944)
- A maldição da múmia (1944)
- Angel on My Shoulder (1946)
- O retorno de outubro (1948)
- You Never Can Tell (1951)
- The Undead (1957)
- Vertigo (1958)
- O Palácio Assombrado (1963)
- Goodbye Charlie (1964)
- Ela (1965)
- Deslumbrado (1967)
- 2001: A Space Odyssey (1968)
- The Vengeance of She (1968)
- Em um dia claro, você pode ver para sempre (1970)
- Patton (1970)
- Blacula (1972)
- Scream Blacula Scream (1973)
- Drácula de Bram Stoker (1973)
- A reencarnação de Peter Proud (1975)
- Audrey Rose (1977)
- Heaven Can Wait (1978)
- The Shining (1980)
- Somewhere in Time (1980)
- Star Trek III: The Search for Spock (1984)
- All of Me (1984)
- Feito no Céu (1987)
- Mannequin (1987)
- Chances Are (1989)
- O Fantasma da Ópera (1989)
- O Exorcista III (1990)
- Omen IV: The Awakening (1991)
- Morto de novo (1991)
- Switch (1991)
- Defending Your Life (1991)
- Drácula de Bram Stoker (1992)
- Sailor Moon (1992)
- Por favor, salve minha terra (1993)
- Jason vai para o inferno: a última sexta-feira (1993)
- Pequeno Buda (1993)
- Fluke (1995)
- Conto da Múmia (1998)
- What Dreams May Come (1998)
- Jack Frost (1998)
- Deslumbrado (2000)
- Crianças de ontem (2000)
- Yu-Gi-Oh! (2000)
- Down to Earth (2001)
- The Mummy Returns (2001)
- Nascimento (2004)
- The Eye 2 (2004)
- The Notebook (2004)
- Avatar: O Último Mestre do Ar (2005)
- Sr. Ya Miss (2005)
- Reencarnação (2005)
- The Fountain (2006)
- Wendy Wu: Homecoming Warrior (2006)
- Love Story 2050 (2008)
- Rin-ne (2009)
- Adventure Time (2010)
- O Último Mestre do Ar (2010)
- As Aventuras de Tintin (2011)
- Avatar: The Legend of Korra (2012)
- Cloud Atlas (2012)
- I Origins (2014)
- Dracula Untold (2014)
- Júpiter Ascendente (2015)
- Victor Frankenstein (2015)
- Junto com os Deuses: Os Dois Mundos (2017)
- O propósito de um cachorro (filme) (2017)
- A Dog's Journey (filme) (2019)

### Filme indiano
A reencarnação é um tema comum na cultura popular indiana contemporânea, especialmente no cinema hindi . O conceito apareceu como tema principal em filmes indianos, incluindo:
- Mahal (1949)
- Madhumati (1958)
- Mooga Manasulu (1963)
- Nenjam Marappathillai (1963)
- Milão (1967)
- Neel Kamal (1968)
- Mehbooba (1976)
- Karz (1980)
- Kudrat (1981)
- Enakkul Oruvan (1984)
- Bees Saal Baad (1988)
- Yuga Purusha (1989)
- Suryavanshi (1992)
- Prem Shakti (1994)
- Karan Arjun (1995)
- Kundun (1997)
- Hamesha (1997)
- Ab Ke Baras (2002)
- Vale das Flores (2006)
- Om Shanti Om (2007)
- Dasavathaaram (2008)
- Karzzzz (2008)
- Love Story 2050 (2008)
- Arundhati (2009)
- Ishhq perigoso (2012)
- Raabta (2017)
- Eega (2012)

## Videogames
- Shin Megami Tensei (1992)
- Cosmologia de Kyoto (1993)
- Shin Megami Tensei II (1994)
- Shin Megami Tensei If ... (1994)
- The Granstream Saga (1997)
- Xenogears (1998)
- Omikron: The Nomad Soul (1999)
- Silent Hill (1999)
- Cubivore: Survival of the Fittest (2002)
- The Elder Scrolls III: Morrowind (2002)
- Shin Megami Tensei: Nocturne (2003)
- Castlevania: Aria of Sorrow (2003)
- Silent Hill 3 (2003)
- Shin Megami Tensei: Digital Devil Saga (2004)
- Shin Megami Tensei: Digital Devil Saga 2 (2005)
- Shadow of the Colossus (2005)
- Silent Hill: Origins (2007)
- Silent Hill: Shattered Memories (2009)
- BioShock 2 (2010)

## Música
Músicas ou álbuns populares que se referem à reencarnação incluem:
- Reencarnação por Poetas Quebrados
- Reencarnação de um Pássaro do Amor, de Paul Motian
- " A Reencarnação de Benjamin Breeg " do Iron Maiden
- A Canção da Reencarnação "por Roy Zimmerman
- Caravana Eterna da Reencarnação de Santana
- A reencarnação de Luna por minha vida com a emoção Kill Kult
- Reunião de mãe e filho por Paul Simon
- Highwayman por The Highwaymen
- Tommy e "Glow Girl" do The Who
- "Galileo" por The Indigo Girls
- Metropolis Pt. 2: Cenas de uma memória do Dream Theater
- " Champagne Supernova " por Oasis
- " Jillian (I've Give My Heart) ", de Within Temptation, em si uma recaptura da história central do ciclo de Deverry
- Reencarnação de Deine Lakaien
- "Snowed in at Wheeler Street" por Kate Bush feat. Elton John
- " El Paso City " por Marty Robbins
- " Next Lifetime " por Erykah Badu
- Re-Mix-In-A-Carnation de Wendy e Lisa
- " Onde ou Quando " de Rodgers e Hart
- "Cosmic Dancer" por T. Rex
- "Reincarnation" de Roger Miller, do álbum The Return of Roger Miller

## Novelas

### Brasil
A temática da reencarnação também foi utilizada na trama de algumas novelas que foram exibidas na televisão brasileira.
- A Viagem (1975)
- A Viagem (1994)
- Alma Gêmea (2005)
- Escrito nas Estrelas (telenovela) (2010)
- Amor Eterno Amor (2012)
- Espelho da Vida (2018)